# فرودگاه روسیه میشن
فرودگاه روسیه میشن (به انگلیسی: Russian Mission Airport) یک فرودگاه همگانی با کد یاتا RSH است که یک باند فرود شن دارد و طول باند آن ۱۰۹۷ متر است. این فرودگاه در کشور ایالات متحده آمریکا قرار دارد و در ارتفاع ۱۶ متری از سطح دریا واقع شده است.